# Nekrolog 3. Quartal 1928
Nekrolog
◄◄
| ◄
| 1924
| 1925
| 1926
| 1927
| 1928 | 1929 | 1930 | 1931 | 1932 | ► | ►►
1. Quartal |
2. Quartal |
3. Quartal |
4. Quartal 1928
Weitere Ereignisse | Allgemeiner Nekrolog 1928
Die Beschreibung der verstorbenen Person sollte so kurz wie möglich gehalten sein und nur deren signifikante Tätigkeit(en) enthalten.
Neue Namen ggf. auch unter dem Geburts- und Sterbedatum, also etwa unter 1. Januar und im Geburts- und Sterbejahr (2024) eintragen (nur bei entsprechender großer Wichtigkeit). Für Beispiele siehe die schon vorhandenen Artikel.
Außerdem über die fünf zuletzt Verstorbenen, zu denen es einen ausreichend guten Artikel für eine Präsentation auf der Hauptseite gibt, nach der todesbedingten Überarbeitung der Artikel ggf. auch unter Wikipedia Diskussion:Hauptseite informieren und sie am besten auch in den anderen Wikipedia-Sprachversionen eintragen. Tipp: Regelmäßig bei news.google.de nach „ist tot“, „gestorben“ oder „verstorben“ suchen.
Wenn eine Person gestorben ist, gibt es viele Seiten zu dieser Person in der Wikipedia, die davon auch betroffen sind und entsprechend aktualisiert werden müssen. Beispiele: Namenübersichtsseite, Geburtsjahr, Geburtsort-Seiten und viele mehr.
Wie finde ich die betroffenen Seiten?
Im Suchfeld auf der linken Seite gibt man den Suchbegriff so ein: „Vorname Nachname“. Dann klickt man auf Volltext und alle Seiten mit entsprechendem Suchtext werden aufgerufen. Hier sieht man dann schnell, wo auch das Todesjahr Sinn macht oder sogar ein Teil des Artikels angepasst werden muss. Auch hilft das „Werkzeug“ auf der linken Seite sehr gut, um solche Seiten aufzufinden: „Links auf diese Seite“. Somit ist die Wikipedia wieder aktuell in allen Bereichen! Hinweis: bei Eintragung der Kategorie „Gestorben JAHR“ wird der Missbrauchsfilter 49 ausgelöst, was jedoch nicht schlimm ist. Siehe: Spezial:Missbrauchsfilter/49
Dies ist eine Liste von im dritten Quartal 1928 verstorbenen bekannten Persönlichkeiten. Die Einträge erfolgen innerhalb der einzelnen Daten alphabetisch sortiert. Tiere sind im Nekrolog für Tiere zu finden.

## Juli
| Tag      | Name                                 | Beruf, bekannt als                                                                  | Alter | Beleg |
| -------- | ------------------------------------ | ----------------------------------------------------------------------------------- | ----- | ----- |
| 1. Juli  | Charles Beachcroft                   | britischer Cricketspieler                                                           |       |       |
| 1. Juli  | Jacob Falconer                       | US-amerikanischer Politiker                                                         | 59    |       |
| 1. Juli  | Christian Palm                       | deutscher Stenograf und Systemerfinder                                              | 63    |       |
| 1. Juli  | John G. Wickser                      | US-amerikanischer Geschäftsmann und Politiker                                       | 71    |       |
| 1. Juli  | Frankie Yale                         | italienischer Mobster in New York City                                              |       |       |
| 2. Juli  | Hans Heinrich Brüning                | deutscher Anthropologe und Linguist, Entdecker der Lambayeque-Kultur in Peru        | 79    |       |
| 2. Juli  | Willi Henkelmann                     | deutscher Motorradrennfahrer                                                        | 29    |       |
| 2. Juli  | Heinrich Kaufmann                    | Redakteur und Chefideologe der Konsumgenossenschaftsbewegung der Hamburger Richtung | 63    |       |
| 2. Juli  | Ernst Hermann Steinhaus              | Bürgermeister und Abgeordneter                                                      | 49    |       |
| 2. Juli  | Simon Unterberger                    | russischer Militärarzt und Geheimer Rat                                             | 80    |       |
| 3. Juli  | Max von Coudenhove                   | österreichischer Verwaltungsjurist                                                  | 62    |       |
| 3. Juli  | Virgilio Mantegazza                  | italienischer Degenfechter                                                          | 39    |       |
| 3. Juli  | Heinrich Ohlendorff                  | Hamburger Kaufmann und Unternehmer                                                  | 92    |       |
| 3. Juli  | Adolf Pedersen                       | Vorsitzender des norwegischen Gewerkschaftsbundes                                   | 64    |       |
| 3. Juli  | Eugène Ritter                        | Schweizer Historiker sowie Theologe                                                 | 91    |       |
| 3. Juli  | Albert Schuchardt                    | bayerischer Generalleutnant                                                         | 72    |       |
| 3. Juli  | Gert Tönnies                         | deutscher Landwirt und Politiker (NLP), MdR                                         | 77    |       |
| 4. Juli  | Ernst Reinhold Gerhard von Glasenapp | deutscher Landesdirektor und Polizeipräsident                                       | 66    |       |
| 4. Juli  | Alfred Loewenstein                   | belgischer Bankier und Unternehmer                                                  | 51    |       |
| 5. Juli  | Eduard Bartels                       | deutscher Reichsgerichtsrat                                                         | 56    |       |
| 5. Juli  | Franz Xaver Kiefl                    | deutscher katholischer Theologe                                                     | 58    |       |
| 5. Juli  | Klemens Neumann                      | deutscher katholischer Pfarrer, Gymnasiallehrer und Herausgeber                     | 54    |       |
| 6. Juli  | Charles N. Herreid                   | US-amerikanischer Politiker                                                         | 70    |       |
| 7. Juli  | Helene Grünberg                      | deutsche Schneiderin und Politikerin (SPD)                                          | 54    |       |
| 7. Juli  | Hermann von Mohrenschild             | deutsch-baltischer Majoratsherr und Politiker                                       | 68    |       |
| 7. Juli  | Aleksandar Protogerow                | bulgarischer Revolutionär, Militär                                                  | 61    |       |
| 8. Juli  | Erich Adickes                        | deutscher Philosoph                                                                 | 62    |       |
| 8. Juli  | Lothar von dem Knesebeck             | preußischer Generalleutnant                                                         | 90    |       |
| 8. Juli  | Ernst Lößnitzer                      | deutscher Koch                                                                      | 76    |       |
| 8. Juli  | August Stauda                        | Wiener Stadtfotograf und Dokumentarist                                              | 66    |       |
| 9. Juli  | Tibor Boromisza                      | Bischof der römisch-katholischen Kirche von Sathmar                                 | 87    |       |
| 9. Juli  | Adolph von Carlowitz                 | sächsischer Offizier und Politiker                                                  | 70    |       |
| 9. Juli  | George Earle Chamberlain             | US-amerikanischer Politiker                                                         | 74    |       |
| 9. Juli  | Hermann Krabbo                       | deutscher Archivar und Historiker                                                   | 53    |       |
| 10. Juli | Paul Clemens von Baumgarten          | deutscher Pathologe                                                                 | 79    |       |
| 10. Juli | Elsbeth von Nathusius                | deutsche Autorin von Novellen                                                       | 82    |       |
| 10. Juli | Frank Rose                           | britischer Politiker, Mitglied des House of Commons                                 | 71    |       |
| 10. Juli | Alberto Antonio Visetti              | italienischer Pianist, Komponist und Gesangspädagoge                                | 82    |       |
| 10. Juli | Hans Richard Weinhöppel              | deutscher Kapellmeister und Komponist                                               | 60    |       |
| 12. Juli | Curtis H. Castle                     | US-amerikanischer Politiker                                                         | 79    |       |
| 12. Juli | Karl Hofmann                         | deutscher Politiker (Zentrum), MdR                                                  | 65    |       |
| 12. Juli | Heinrich Tomec                       | österreichischer Landschaftsmaler                                                   | 64    |       |
| 13. Juli | Carl Lindenberg                      | deutscher Jurist und Philatelist                                                    | 78    |       |
| 14. Juli | Andrew Agnew, 9. Baronet             | britischer Politiker                                                                | 77    |       |
| 15. Juli | Charles Jessel                       | britischer Rechtsanwalt und Manager                                                 | 68    |       |
| 15. Juli | Čeněk Junek                          | Autorennfahrer und Bankier                                                          | 34    |       |
| 15. Juli | Hans-Detlef Krey                     | deutscher Ingenieur für Grundbau und Bodenmechanik                                  | 61    |       |
| 15. Juli | Carl Perron                          | deutscher Opernsänger (Bassbariton)                                                 | 70    |       |
| 15. Juli | Henry Riggs Rathbone                 | US-amerikanischer Politiker                                                         | 58    |       |
| 16. Juli | Ernst von Halle                      | deutscher Automobilrennfahrer                                                       | 23    |       |
| 16. Juli | Bohumil Mořkovský                    | tschechoslowakischer Turner                                                         | 28    |       |
| 17. Juli | Giovanni Giolitti                    | italienischer Politiker, Mitglied der Camera dei deputati und Ministerpräsident     | 85    |       |
| 17. Juli | Álvaro Obregón                       | General und Präsident Mexikos                                                       | 48    |       |
| 17. Juli | Moriz von Rauch                      | deutscher Historiker und Archivar                                                   | 59    |       |
| 18. Juli | Gustav Dörr                          | deutscher Jagdflieger im Ersten Weltkrieg                                           | 40    |       |
| 18. Juli | Mathilde Weckerlin                   | deutsche Opernsängerin                                                              | 80    |       |
| 19. Juli | Georg Altheim                        | deutscher Maler und Grafiker                                                        | 63    |       |
| 20. Juli | Christopher Aurivillius              | schwedischer Entomologe                                                             | 75    |       |
| 20. Juli | Hans von Berlepsch                   | sächsischer Major und Hofmarschall                                                  | 60    |       |
| 20. Juli | Hans Mützel                          | deutscher Maler, Zeichner und Kunstschriftsteller                                   | 60    |       |
| 21. Juli | Kostas Karyotakis                    | griechischer Schriftsteller                                                         | 31    |       |
| 21. Juli | Panagiotis Kavvadias                 | griechischer Klassischer Archäologe                                                 |       |       |
| 21. Juli | Ellen Terry                          | britische Bühnenschauspielerin                                                      | 81    |       |
| 22. Juli | Lawrence E. McGann                   | US-amerikanischer Politiker                                                         | 76    |       |
| 22. Juli | Marie Haupt                          | deutsche Opernsängerin (Sopran)                                                     | 79    |       |
| 22. Juli | Teodor Pejačević                     | kroatischer Adliger, Politiker und Staatsmann                                       | 72    |       |
| 22. Juli | Heinrich Stephan Sedlmayer           | österreichischer klassischer Philologe und Gymnasiallehrer                          | 72    |       |
| 23. Juli | Kasai Zenzō                          | japanischer Schriftsteller                                                          | 41    |       |
| 23. Juli | Hans von Kirchbach                   | sächsischer Offizier, zuletzt Generaloberst                                         | 79    |       |
| 23. Juli | Jakob Kuoni                          | Schweizer Pädagoge und Schriftsteller                                               | 77    |       |
| 25. Juli | Max Galster                          | deutscher Marineoffizier, zuletzt Konteradmiral und Hafenkapitän von Kiel           | 75    |       |
| 25. Juli | Moina Mathers                        | englische Künstlerin, Kabbalistin, Okkultistin und Rosenkreuzerin                   | 63    |       |
| 25. Juli | Jane Sutherland                      | australische Künstlerin                                                             | 74    |       |
| 25. Juli | Heinrich Taaffe                      | Sohn des kaiserlichen Ministerpräsidenten Eduard Graf Taaffe                        | 56    |       |
| 26. Juli | Marie Barkany                        | ungarische Theater- und Stummfilmschauspielerin                                     | 66    |       |
| 26. Juli | Comelis Deelder                      | niederländischer altkatholischer Geistlicher und Kirchenhistoriker                  | 74    |       |
| 26. Juli | Carl Dehner                          | deutscher Kunst- und Kirchenmaler                                                   | 82    |       |
| 26. Juli | Siegmund Feilbogen                   | österreichischer Jurist, Nationalökonom                                             | 70    |       |
| 27. Juli | Karl Armbrust                        | deutscher Maler                                                                     | 60    |       |
| 27. Juli | Paul Eduard Crodel                   | deutscher Landschaftsmaler                                                          | 65    |       |
| 27. Juli | Philomene Hartl-Mitius               | königlich-bayerische Hofschauspielerin und Schriftstellerin                         | 76    |       |
| 28. Juli | Fritz Friedrichs                     | deutscher Maler des Post-Impressionismus                                            | 46    |       |
| 28. Juli | Robert Schmidt                       | deutscher Architekt und Gründer verschiedener Lehranstalten                         | 78    |       |
| 29. Juli | Hans Hess                            | österreichischer Politiker (CSP), Landtagsabgeordneter                              | 55    |       |
| 29. Juli | Anselm Laugel                        | deutscher Politiker                                                                 | 77    |       |
| 29. Juli | Otto Weber                           | deutscher Assyriologe                                                               | 51    |       |
| 30. Juli | Fritz Beermann                       | deutscher Architekt, Bauingenieur und Baubeamter                                    | 71    |       |
| 30. Juli | John Christopher Cutler              | US-amerikanischer Politiker                                                         | 82    |       |
| 30. Juli | Max Merker                           | deutscher Maler                                                                     | 66    |       |
| 31. Juli | Franz Servatius Bruinier             | Komponist und Pianist                                                               | 23    |       |
|          | Friedrich Nicolas Manskopf           | deutscher Musikwissenschaftler, Sammler und Weinhändler                             | 59    |       |

## August
| Tag        | Name                                 | Beruf, bekannt als                                                                                   | Alter | Beleg |
| ---------- | ------------------------------------ | --- | ----- | ----- |
| 1. August  | Ludwig von Bar                       | deutscher Verwaltungsjurist und Landrat                                                              | 42    |       |
| 1. August  | Henriette Mendelsohn                 | deutsche Malerin und Kunsthistorikerin                                                               | 75    |       |
| 2. August  | Fritz Charpentier                    | deutscher Politiker (KPD), Mitglied des Preußischen Landtags                                         | 58    |       |
| 2. August  | Fred Sanderson                       | US-amerikanischer Tennisspieler                                                                      | 56    |       |
| 2. August  | William S. Taylor                    | US-amerikanischer Politiker                                                                          | 74    |       |
| 2. August  | Max Wilhelm                          | sächsischer Generalleutnant                                                                          | 67    |       |
| 3. August  | James Ashbury Allison                | US-amerikanischer Geschäftsmann und Unternehmer                                                      | 55    |       |
| 5. August  | Jaroslav Just                        | böhmisch-tschechoslowakischer Tennisspieler                                                          | 45    |       |
| 5. August  | Albert Paul                          | deutscher Schauspieler                                                                               | 72    |       |
| 7. August  | Edward Cary Hayes                    | US-amerikanischer Soziologe                                                                          | 60    |       |
| 8. August  | Frantz Charlet                       | belgischer Maler, Radierer und Lithograf                                                             | 66    |       |
| 8. August  | Lina Meittinger                      | deutsche Schauspielerin und Soubrette                                                                | 71    |       |
| 8. August  | Stjepan Radić                        | Gründer der Kroatischen Bauernpartei                                                                 | 57    |       |
| 8. August  | Michail Andrejewitsch Reissner       | russischer Jurist, Sozialpsychologe und Historiker                                                   |       |       |
| 9. August  | Friedrich II.                        | Großherzog von Baden (1907–1918)                                                                     | 71    |       |
| 9. August  | Fritz Stahl                          | deutsch-jüdischer Publizist, Kunstschriftsteller und Journalist                                      | 63    |       |
| 9. August  | Friedrich Wilhelm Thümmel            | deutscher evangelischer Theologe                                                                     | 72    |       |
| 10. August | Arnold t’Kint de Roodenbeke          | belgischer Politiker und Senatspräsident                                                             | 75    |       |
| 11. August | Lord Frederick Spencer Hamilton      | britischer Diplomat und Politiker, Mitglied des House of Commons                                     | 71    |       |
| 11. August | Julius Schulte                       | österreichischer Architekt                                                                           | 47    |       |
| 12. August | Albert Daiber                        | deutscher Chemiker, Arzt und Schriftsteller                                                          | 70    |       |
| 12. August | Edmund Hoppe                         | deutscher Mathematik- und Physikhistoriker                                                           | 74    |       |
| 12. August | Leoš Janáček                         | tschechischer Komponist                                                                              | 74    |       |
| 12. August | Franz Strauch                        | deutscher Marineoffizier                                                                             | 82    |       |
| 12. August | Lazare Weiller                       | französischer Forscher, Erfinder, Industrieller und Politiker                                        | 70    |       |
| 13. August | Wilhelm Ferdinand von Amann          | preußischer General der Infanterie                                                                   | 88    |       |
| 13. August | Fernand Charron                      | französischer Rad- und Automobilrennfahrer                                                           | 62    |       |
| 13. August | Fernand de La Tombelle               | französischer Organist und Komponist                                                                 | 74    |       |
| 14. August | Klabund                              | deutscher Schriftsteller                                                                             | 37    |       |
| 14. August | William J. Purman                    | US-amerikanischer Politiker                                                                          | 88    |       |
| 14. August | David F. Wilber                      | US-amerikanischer Politiker                                                                          | 68    |       |
| 15. August | Rudolph Ballheimer                   | deutscher Gymnasiallehrer                                                                            | 76    |       |
| 15. August | Ejnar Forchhammer                    | dänischer Opernsänger                                                                                | 60    |       |
| 15. August | Hermine Moos                         | deutsche Puppenmacherin und Malerin                                                                  | 40    |       |
| 15. August | Guido Novak von Arienti              | österreichischer General                                                                             | 69    |       |
| 15. August | Samuel Oppenheim                     | österreichischer Astronom                                                                            | 70    |       |
| 15. August | Henry Poole                          | britischer Bildhauer                                                                                 | 55    |       |
| 15. August | Mildred Lewis Rutherford             | US-amerikanische Pädagogin, Autorin und Anhängerin der White Supremacy                               | 77    |       |
| 15. August | Remigius Vollmann                    | bayerischer Heimatforscher                                                                           | 67    |       |
| 16. August | André Job                            | französischer Chemiker                                                                               | 58    |       |
| 16. August | Saeki Yūzō                           | japanischer Maler                                                                                    | 30    |       |
| 16. August | Antonín Sova                         | tschechischer Dichter und Schriftsteller                                                             | 64    |       |
| 17. August | Emma Carelli                         | italienische Opernsängerin                                                                           | 51    |       |
| 17. August | Julius Jungel                        | deutscher Verwaltungsbeamter                                                                         | 80    |       |
| 17. August | Max Semrau                           | deutscher Kunsthistoriker                                                                            | 69    |       |
| 17. August | George Trevelyan, 2. Baronet         | britischer Historiker und Politiker, Mitglied des House of Commons                                   | 90    |       |
| 18. August | Flavio Baracchini                    | italienischer Jagdflieger des Ersten Weltkriegs                                                      | 33    |       |
| 18. August | Ernst Biedermann                     | deutscher Maler, Architekt und Erfinder                                                              | 59    |       |
| 18. August | Manuel Fernández Juncos              | Journalist, Dichter, Autor und humanitärer Helfer                                                    | 81    |       |
| 18. August | Magnus Rauschmayr                    | deutscher Politiker (BB), MdR                                                                        | 53    |       |
| 18. August | Frank Thomas                         | Schweizer evangelischer Geistlicher und Hochschullehrer                                              | 65    |       |
| 19. August | Hugo Grüters                         | deutscher Dirigent, Geiger und Komponist                                                             | 76    |       |
| 19. August | Carl Hagenauer                       | österreichischer Kunsthandwerker                                                                     | 56    |       |
| 19. August | Richard Haldane, 1. Viscount Haldane | britischer Politiker (Liberals), Mitglied des House of Commons, Rechtsanwalt und Philosoph           | 72    |       |
| 19. August | Robert Neill                         | schottischer Fußballspieler                                                                          | 75    |       |
| 19. August | Giacomo Sinibaldi                    | italienischer Kurienbischof                                                                          | 71    |       |
| 19. August | Stephanos Skouloudis                 | griechischer Politiker und Ministerpräsident                                                         | 89    |       |
| 20. August | Thomas Butler                        | britischer Tauzieher                                                                                 | 56    |       |
| 20. August | Huldreich Heusser                    | deutscher Rennfahrer                                                                                 | 38    |       |
| 20. August | George Brinton McClellan Harvey      | amerikanischer Journalist und Diplomat                                                               | 64    |       |
| 20. August | Ernest George Meers                  | englischer Tennisspieler                                                                             |       |       |
| 21. August | Carlos Freile Zaldumbide             | ecuadorianischer Politiker, Staatspräsident                                                          | ≈77   |       |
| 21. August | Leo Greiner                          | österreichisch-deutscher Schriftsteller, Kritiker, Übersetzer, Lektor, Dramaturg                     | 52    |       |
| 21. August | Alfons Kissner                       | deutscher Romanist und Anglist                                                                       | 84    |       |
| 22. August | Carl Beck                            | deutscher Politiker                                                                                  | 59    |       |
| 22. August | Byron F. Ritchie                     | US-amerikanischer Politiker                                                                          | 75    |       |
| 23. August | Louis A. Frothingham                 | US-amerikanischer Politiker                                                                          | 57    |       |
| 23. August | Woldemar Müller                      | deutscher Volkskundler und Zeichner                                                                  | 68    |       |
| 23. August | Axel von Platen                      | deutscher Offizier, Generalmajor der Reichswehr                                                      | 52    |       |
| 24. August | Oskar Jerschke                       | deutscher Dramatiker                                                                                 | 67    |       |
| 25. August | Alfred Meyer-Waldeck                 | deutscher Marineoffizier und Gouverneur von Kiautschou (1911–1914)                                   | 63    |       |
| 26. August | Colin Campbell                       | schottischer Regisseur und Drehbuchautor                                                             | 68    |       |
| 26. August | Emile André Kiener                   | deutscher Industrieller und Landtagsabgeordneter                                                     | 69    |       |
| 26. August | Moritz Liepmann                      | deutscher Rechtswissenschaftler und Kriminologe                                                      | 58    |       |
| 27. August | Magomed Alijewitsch Enejew           | balkarisch-sowjetischer Kommunist                                                                    |       |       |
| 27. August | Émile Fayolle                        | französischer General und Marschall von Frankreich                                                   | 76    |       |
| 27. August | Albert Poensgen                      | deutscher Mediziner und Klinikleiter sowie Mitbegründer verschiedener Kolonialgesellschaften         | 72    |       |
| 28. August | Ludwig Bäumer                        | deutscher Schriftsteller und Politiker (KPD)                                                         | 39    |       |
| 28. August | Hannah Chaplin                       | britische Tänzerin und Sängerin                                                                      | 63    |       |
| 28. August | Karl Conrad Röderer                  | Schweizer Sportschütze und Olympiasieger                                                             | 60    |       |
| 28. August | Georgios Roilos                      | griechischer Maler                                                                                   |       |       |
| 28. August | Arthur G. Sorlie                     | US-amerikanischer Politiker                                                                          | 54    |       |
| 28. August | Paul von Woringen                    | Filmregisseur, -produzent und Drehbuchautor des frühen deutschen Films                               | 69    |       |
| 29. August | Georgi Petrowitsch Bachmetew         | russischer Diplomat                                                                                  |       |       |
| 29. August | William Easton                       | US-amerikanischer Tennisspieler                                                                      | 53    |       |
| 29. August | Stump Evans                          | US-amerikanischer Jazzmusiker                                                                        | 23    |       |
| 29. August | Friedrich Wilhelm Kaeding            | deutscher Stenograph und Autor, Mitarbeiter der Reichsbank                                           | 84    |       |
| 30. August | Hugh Evan-Thomas                     | britischer Admiral                                                                                   | 65    |       |
| 30. August | Franz von Stuck                      | deutscher Maler und Bildhauer                                                                        | 65    |       |
| 30. August | Wilhelm Wien                         | deutscher Physiker; Nobelpreisträger für Physik (1911)                                               | 64    |       |
| 31. August | Johannes Döller                      | österreichischer Alttestamentler                                                                     | 60    |       |
| 31. August | Bernhard Duhm                        | deutscher protestantischer Theologe und Alttestamentler                                              | 80    |       |
| 31. August | Walter von Heinemann                 | preußischer Offizier, zuletzt General der Infanterie im Ersten Weltkrieg                             | 70    |       |
| 31. August | Josip Marčelić                       | jugoslawischer Priester, Bischof von Dubrovnik                                                       | 81    |       |
| 31. August | Robert Reinert                       | österreichischer Filmregisseur, Filmproduzent und Drehbuchautor                                      | 56    |       |
| 31. August | André Weiss                          | französischer Jurist, Richter und Vizepräsident am Ständigen Internationalen Gerichtshof (1922–1928) | 69    |       |
| 31. August | Bruno Wille                          | deutscher Prediger, Philosoph, Journalist und Schriftsteller                                         | 68    |       |

## September
| Tag           | Name                                | Beruf, bekannt als                                                                                           | Alter | Beleg |
| ------------- | ----------------------------------- | --- | ----- | ----- |
| 1. September  | Charles Lieb                        | US-amerikanischer Politiker deutscher Herkunft                                                               | 76    |       |
| 1. September  | Gustav Adolf Müller                 | deutscher Schriftsteller, Journalist und Pädagoge                                                            | 62    |       |
| 1. September  | Gottfried Zumoffen                  | Schweizer Jesuit und Archäologe                                                                              | 82    |       |
| 2. September  | Maurice Bokanowski                  | französischer Politiker                                                                                      | 49    |       |
| 3. September  | Karl Křitek                         | Generaloberst der Österreich-Ungarischen Armee                                                               | 66    |       |
| 3. September  | Karl Wirtz                          | deutscher Elektroingenieur                                                                                   | 67    |       |
| 4. September  | Gustav Marx                         | deutscher Maler                                                                                              | 73    |       |
| 4. September  | Stanton J. Peelle                   | US-amerikanischer Jurist und Politiker                                                                       | 85    |       |
| 4. September  | Heinrich von Schmidt                | deutscher Architekt und Hochschullehrer                                                                      | 78    |       |
| 5. September  | Wilhelm Feußner                     | deutscher Physiker                                                                                           | 85    |       |
| 5. September  | James L. Wells                      | US-amerikanischer Geschäftsmann und Politiker                                                                |       |       |
| 5. September  | Max Wessel                          | deutscher Landrat, Polizeipräsident und Politiker, MdR                                                       | 85    |       |
| 6. September  | George S. Dole                      | US-amerikanischer Ringer                                                                                     | 43    |       |
| 6. September  | Heinrich Gassert                    | deutscher Arzt, Schriftsteller und Liedtexter                                                                | 71    |       |
| 6. September  | Carl Tewaag                         | deutscher Jurist und Kommunalpolitiker                                                                       | 84    |       |
| 7. September  | Ernst Müller-Braunschweig           | deutscher Bildhauer                                                                                          | 68    |       |
| 8. September  | Ulrich von Brockdorff-Rantzau       | erster Außenminister der Weimarer Republik                                                                   | 59    |       |
| 8. September  | Axel Fredrik Londen                 | finnischer Sportschütze                                                                                      | 69    |       |
| 9. September  | Friedrich Hayn                      | deutscher Astronom                                                                                           | 65    |       |
| 9. September  | Karl Wilhelm Hiersemann             | deutscher Antiquar und Verleger                                                                              | 74    |       |
| 9. September  | Louis Hugo Kracht                   | Stralauer Kommunalpolitiker, Steuereinnehmer und Grundstücksbesitzer                                         | 62    |       |
| 9. September  | Emilio Materassi                    | italienischer Automobilrennfahrer                                                                            | 33    |       |
| 9. September  | Carl Ernst Morgenstern              | deutscher Landschaftsmaler                                                                                   | 80    |       |
| 9. September  | Kurt Sorge                          | deutscher Industrieller und Politiker (DVP), MdR                                                             | 73    |       |
| 10. September | Clem F. Kimball                     | US-amerikanischer Politiker                                                                                  | 60    |       |
| 10. September | Fjodor Iwanowitsch Uspenski         | russischer Byzantinist                                                                                       | 83    |       |
| 11. September | Friedrich Robert Emanuel Baensch    | deutscher Verleger                                                                                           | 71    |       |
| 11. September | Policarpo Bonilla                   | honduranischer Präsident (1894–1899)                                                                         | 70    |       |
| 11. September | Medard Hartrath                     | deutscher Weingutsbesitzer und Politiker (Zentrum), MdR                                                      | 70    |       |
| 12. September | Josef von Hepperger                 | österreichischer Astronom                                                                                    | 72    |       |
| 12. September | Ernst Pliwa                         | österreichischer Pädagoge und Architekt                                                                      | 71    |       |
| 12. September | Werner von Raven                    | deutscher Arzt und Tropenmediziner                                                                           | 53    |       |
| 12. September | William Milligan Sloane             | US-amerikanischer Philologe und Historiker, Gründungsmitglied des Internationalen Olympischen Komitees (IOC) | 77    |       |
| 13. September | Fritz Kindel                        | württembergischer Oberamtmann                                                                                | 54    |       |
| 13. September | Italo Svevo                         | italienischer Schriftsteller                                                                                 | 66    |       |
| 14. September | Claude Moore                        | britischer Offizier                                                                                          | 53    |       |
| 15. September | Joseph Warren Ray                   | US-amerikanischer Politiker                                                                                  | 79    |       |
| 16. September | Marie Stritt                        | deutsche Frauenrechtlerin                                                                                    | 73    |       |
| 16. September | John Volkmann                       | deutscher Kaufmann und Erfinder                                                                              | 72    |       |
| 17. September | Hans von Kolb                       | deutscher Maler                                                                                              | 83    |       |
| 17. September | Thomas Morris                       | US-amerikanischer Politiker                                                                                  | 66    |       |
| 17. September | Pjotr Petrowitsch Suschkin          | russischer Zoologe                                                                                           | 60    |       |
| 17. September | Wakayama Bokusui                    | japanischer Schriftsteller                                                                                   | 43    |       |
| 18. September | Paul von Bartenwerffer              | preußischer Offizier, zuletzt Generalmajor im Ersten Weltkrieg                                               | 60    |       |
| 18. September | Wilhelm Brückner                    | deutscher Jurist, Verwaltungsbeamter und Politiker                                                           | 49    |       |
| 18. September | Wilhelm Fries                       | deutscher Philologe und Pädagoge                                                                             | 82    |       |
| 19. September | Stefanos Xanthoudidis               | griechischer Archäologe und Neogräzist                                                                       |       |       |
| 20. September | Ivan Tišov                          | kroatischer Maler                                                                                            | 58    |       |
| 21. September | Martin Wilhelm von Waldthausen      | deutscher Offizier                                                                                           | 52    |       |
| 22. September | Janet Boyd                          | englisch-britische Suffragette                                                                               |       |       |
| 23. September | Matthew Arthur, 1. Baron Glenarthur | britischer Geschäftsmann und Peer                                                                            | 76    |       |
| 23. September | Hermann Schmidt                     | deutscher Politiker (DNVP), MdL                                                                              | 58    |       |
| 24. September | Meta Bünger                         | deutsche Kinderdarstellerin und Theaterschauspielerin                                                        | 58    |       |
| 24. September | Albert Robin                        | französischer Arzt, Kunstsammler und Mäzen                                                                   | 81    |       |
| 24. September | Samuel Snider                       | US-amerikanischer Politiker                                                                                  | 82    |       |
| 24. September | Carl Wilhelmson                     | schwedischer Maler                                                                                           | 61    |       |
| 25. September | Otto Liebetrau                      | deutscher Rechtsanwalt und Oberbürgermeister der Stadt Gotha                                                 | 73    |       |
| 25. September | Richard Felton Outcault             | US-amerikanischer Comiczeichner, Autor und Maler                                                             | 65    |       |
| 26. September | John A. T. Hull                     | US-amerikanischer Politiker                                                                                  | 87    |       |
| 26. September | William Bailey Lamar                | US-amerikanischer Jurist und Politiker                                                                       | 75    |       |
| 27. September | Horst von Oetinger                  | preußischer General der Infanterie                                                                           | 70    |       |
| 27. September | Ōshima Hisanao                      | japanischer General                                                                                          | 79    |       |
| 27. September | Henry Wickham                       | englischer Naturforscher und Ökonom                                                                          | 82    |       |
| 28. September | Albrecht Heldrich                   | deutscher Reichsgerichtsrat                                                                                  | 65    |       |
| 28. September | Pierre Puiseux                      | französischer Astronom                                                                                       | 73    |       |
| 29. September | Horace Darwin                       | britischer Bauingenieur                                                                                      | 77    |       |
| 29. September | Arnold Kent                         | US-amerikanischer Schauspieler                                                                               | 29    |       |
| 29. September | Anna Lynker                         | österreichische Landschafts- und Genremalerin                                                                | 94    |       |
| 29. September | Ludwig von Pastor                   | deutscher katholischer Historiker                                                                            | 74    |       |
| 29. September | Ernst Steinitz                      | deutscher Mathematiker                                                                                       | 57    |       |
| 30. September | Selwyn Z. Bowman                    | US-amerikanischer Politiker                                                                                  | 88    |       |
| 30. September | Rudolf von Viebahn                  | preußischer Offizier, zuletzt General der Infanterie                                                         | 90    |       |
| 30. September | Georg Weidenbach                    | sächsischer Architekt                                                                                        | 74    |       |
|               | Franz Romer                         | Hochseekapitän, überquerte als erster den Atlantik in einem Faltboot                                         |       |       |